# Gimme Shelter (brano musicale)
My very life today.

If I don't get some shelter,

Se non troverò un riparo,

oh sì, svanirò nel nulla.»
(Gimme Shelter, The Rolling Stones)
Gimme Shelter è un brano musicale del gruppo rock britannico The Rolling Stones. Fu pubblicata per la prima volta come traccia di apertura dell'album del 1969 Let It Bleed. Benché il titolo del brano appaia scritto come Gimmie Shelter sul retro della copertina dell'album, viene comunemente accreditata come "Gimme" Shelter, anche nei successivi dischi dei Rolling Stones.
Nonostante la canzone non sia mai stata pubblicata su singolo, Gimme Shelter è da sempre considerata una delle canzoni più rappresentative della carriera del gruppo ed in generale della musica rock, al punto che la rivista Rolling Stone ha classificato il brano alla posizione 38 della lista delle 500 migliori canzoni della storia.
Il critico musicale statunitense Greil Marcus, nella sua recensione di Let It Bleed del dicembre 1969 apparsa su Rolling Stone, così definì il brano: «Gimmie Shelter è una canzone sulla paura; che probabilmente servirà, meglio di qualsiasi altra cosa scritta quest'anno, come passaggio diretto verso il futuro dei prossimi anni».

## Il brano

### Ispirazione e registrazione
Composta da Mick Jagger e Keith Richards, Gimme Shelter nacque dagli sforzi congiunti del cantante e del chitarrista che lavorarono in stretta collaborazione per la riuscita del brano. Richards aveva iniziato a lavorare alla caratteristica introduzione della traccia a Londra mentre Jagger era via per le riprese del film Sadismo. La canzone è un rock in mid-tempo introdotto dalla chitarra ritmica di Richards, seguita dalla parte vocale di Jagger. Circa il periodo nel quale si svolsero le sedute di registrazione per Let It Bleed, Jagger disse in una intervista del 1995 alla rivista Rolling Stone: 
(Mick Jagger, 1995.)
 Aggiungendo poi, nel 2012: 
(Mick Jagger, 2012.)
Nella traccia Jagger duetta con la cantante soprano Merry Clayton. A proposito della sua partecipazione al brano, Jagger raccontò nel libro del 2003 According to the Rolling Stones: «L'utilizzare una voce femminile in Gimme Shelter fu un'idea del produttore Jimmy Miller. Fu uno di quei momenti del tipo "ci starebbe bene una ragazza in questo pezzo - chiamiamone una al telefono"». La Clayton fornì una performance da brividi nella canzone, e uno dei momenti più famosi nel brano, dopo un assolo da parte di Richards, è proprio la parte dove la cantante urla: «Rape, murder! It's just a shot away, It's just a shot away!», per poi prodursi in altri potenti acuti. Lei e Jagger terminano la canzone all'unisono con la strofa: «Love, sister, it's just a kiss away». L'apporto vocale dato dalla Clayton a Gimme Shelter rimane a tutt'oggi uno dei maggiori e migliori contributi femminili a una canzone dei Rolling Stones.
A circa 2:59 della traccia, la voce della Clayton si spezza due volte nello spazio di pochi secondi a causa della potenza e dell'intensità del suo canto; la prima volta durante il secondo ritornello, alla parola "shot" dell'ultima strofa, e poi ancora durante la prima frase della terza ed ultima strofa del ritornello, arrivata alla parola "murder", dopodiché si può sentire Jagger prorompere in un «Whoo!» di ammirazione in risposta alla carica emozionale della Clayton. Al ritorno a casa, la cantante ebbe un aborto spontaneo, attribuito da alcune fonti allo sforzo eccessivo impiegato per raggiungere le note più acute.
La prima versione della canzone venne registrata in una grande sala agli Olympic Studios di Londra tra febbraio e marzo 1969; la successiva versione con la Clayton fu incisa e perfezionata a Los Angeles ai Sunset Sound Studios e agli Elektra Studios nell'ottobre e novembre dello stesso anno. Nicky Hopkins suona il piano; il produttore Jimmy Miller le percussioni; Keith Richards la chitarra ritmica; Charlie Watts la batteria; Bill Wyman il basso; Jagger suona l'armonica e canta. Brian Jones non era presente durante le sessioni per la canzone.

## Cover
Nel corso degli anni sono state registrate numerose cover del brano, fra cui si ricordano principalmente quelle di Patti Smith, Merry Clayton, Grand Funk Railroad, Goo Goo Dolls, Inspiral Carpets, John Mellencamp, Meat Loaf, Hawkwind, Michael Hedges, London Symphony Orchestra, Stereophonics, Sheryl Crow, Keith Urban e Alicia Keys, Angélique Kidjo, Joss Stone, Thunder, Sisters of Mercy, Puddle of Mudd e Beady Eye.

## Riferimenti nella cultura di massa
- Il film documentario del 1970 Gimme Shelter, diretto dai fratelli Albert e David Maysles, che racconta le ultime settimane della tournée americana degli Stones nel 1969 culminata nel disastro del concerto di Altamont, prende il proprio nome dal titolo dell'omonima canzone. Una versione live del brano si può ascoltare nei titoli di coda del film.
- Martin Scorsese ha utilizzato Gimme Shelter in diversi suoi film come Quei bravi ragazzi (1990), Casinò (1995) e The Departed (2006), ma non l'ha inclusa nel suo documentario sugli Stones intitolato Shine a Light (2008).
- La canzone è stata inserita anche nella colonna sonora dei film Tutto quella notte (1987), Air America (1990), The Fan - Il mito (1996) e The Pusher (2004).
- Gimme Shelter è inoltre il titolo dell'omonimo film drammatico del 2013 con Vanessa Hudgens.
- La si può udire nella colonna sonora di Flight, film di Robert Zemeckis con protagonista Denzel Washington
- È la sigla del podcast quotidiano Morning condotto da Francesco Costa e prodotto dalla testata giornalistica Il Post.

## Formazione
The Rolling Stones
- Mick Jagger – voce, armonica
- Keith Richards – chitarra, cori
- Bill Wyman – basso
- Charlie Watts – Batteria

Musicisti aggiuntivi
- Nicky Hopkins – pianoforte
- Merry Clayton – voce
- Jimmy Miller – percussioni